# سمير بويتار
سمير بويتار (بالفرنسية: Samir Boitard)‏
```
هو 
ممثل
 
فرنسي
، ولد في 1979 
بمارسيليا
 في 
فرنسا
.
[
2
]
```

## وصلات خارجية
- سمير بويتار على موقع IMDb (الإنجليزية)
- سمير بويتار على موقع قاعدة بيانات الفيلم (الإنجليزية)